# Andobana duchesnei
Andobana duchesnei är en fjärilsart som beskrevs av Pierre E.L. Viette 1960. Andobana duchesnei ingår i släktet Andobana och familjen nattflyn. Inga underarter finns listade i Catalogue of Life.